# Chiesa di Santa Maria Annunziata a Tor de' Specchi
La chiesa di Santa Maria Annunziata a Tor de' Specchi, conosciuta anche come chiesa della Santissima Annunziata, è una chiesa di Roma, nel rione Campitelli, in via Tor de Specchi, annessa al monastero di Santa Francesca Romana. La chiesa è aperta al pubblico solo il giorno della festa della santa, il 9 marzo, ed è annessa alla chiesa di Santa Maria in Portico in Campitelli.
La chiesa corrisponde alla medievale Santa Maria de Curte, ricordata in documenti di Bonifacio VIII e Clemente VI (inizio XIV secolo). Dopo l'erezione del monastero (1433) la chiesa venne concessa alle Oblate di Santa Francesca Romana per ampliare la loro clausura; all'inizio del Settecento fu così ricostruita ed assunse la denominazione attuale. La chiesa conserva dipinti del Seicento e del Settecento. Due precedenti cicli di affreschi relativi alla vita della santa sono situati nell'oratorio e in altri ambienti del monastero.